# Cournols
Cournols est une commune française située dans le département du Puy-de-Dôme, en région Auvergne-Rhône-Alpes. Elle fait partie de l'aire d'attraction de Clermont-Ferrand.

## Géographie

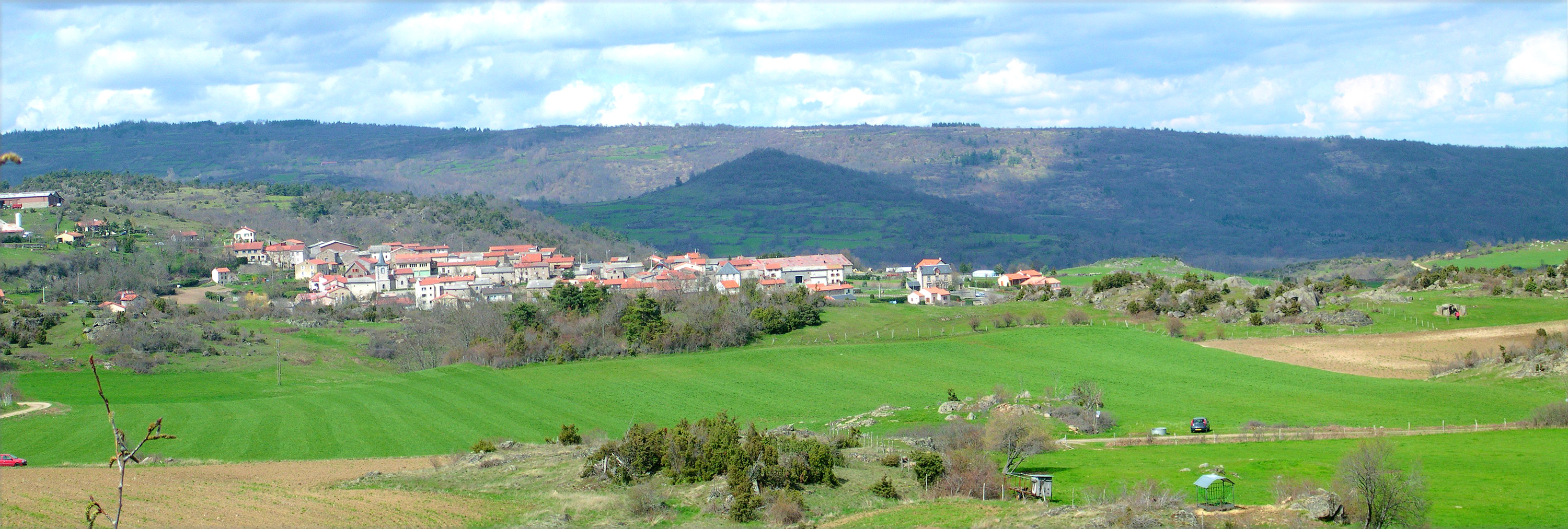
Panorama sur le village de Cournols avec en arrière plan le mont Redon et derrière la montagne de la Serre.

Incluse dans l'aire d'attraction de Clermont-Ferrand, au centre du département du Puy-de-Dôme, la commune de Cournols est arrosée par un affluent de l'Allier, la Monne, qui forme dans des gorges la limite sud du territoire communal, le séparant de ceux de Saint-Nectaire et d'Olloix. Cournols, commune rurale à vocation agricole, s'inscrit dans la communauté de communes Mond'Arverne Communauté.
L'altitude minimale, 516 mètres, se trouve à l'est, là où la Monne quitte la commune et entre sur celle de Saint-Saturnin. L'altitude maximale avec 930 ou 939 mètres est localisée à l'ouest, en limite de la commune d'Aydat, à l'est du puy de Fan.
À 750 m d'altitude, le village de Cournols, traversé par la route départementale (RD) 788, se situe, en distances orthodromiques, quinze kilomètres au sud-sud-ouest de Clermont-Ferrand et vingt kilomètres au nord-ouest d'Issoire. Hormis le bourg de Cournols, la population communale se répartit sur le village de Chabannes et sur l'abbaye Notre-Dame de Randol, le village de Randol n'ayant pas d'habitants permanents.
Le territoire communal est également desservi à l'ouest par les RD 788a et 794.
Le sentier de grande randonnée GR 30 traverse le territoire communal du nord-ouest au sud, sur plus de quatre kilomètres.

### Communes limitrophes
| Aydat          |          | Saint-Saturnin |
|                | Cournols |                |
| Saint-Nectaire | Olloix   |                |

### Climat
Pour des articles plus généraux, voir Climat d'Auvergne-Rhône-Alpes et Climat du Puy-de-Dôme.
En 2010, le climat de la commune est de type climat des marges montargnardes, selon une étude du Centre national de la recherche scientifique s'appuyant sur une série de données couvrant la période 1971-2000. En 2020, Météo-France publie une typologie des climats de la France métropolitaine dans laquelle la commune est exposée à un climat de montagne ou de marges de montagne et est dans la région climatique  Nord-est du Massif Central, caractérisée par une pluviométrie annuelle de 800 à 1 200 mm, bien répartie dans l’année. 
Pour la période 1971-2000, la température annuelle moyenne est de 9,3 °C, avec une amplitude thermique annuelle de 15,6 °C. Le cumul annuel moyen de précipitations est de 975 mm, avec 9,6 jours de précipitations en janvier et 7,7 jours en juillet. Pour la période 1991-2020, la température moyenne annuelle observée sur la station météorologique de Météo-France la plus proche, « Plauzat_sapc », sur la commune de Plauzat à 9 km à vol d'oiseau, est de 11,3 °C et le cumul annuel moyen de précipitations est de 606,8 mm,. Pour l'avenir, les paramètres climatiques de la commune estimés pour 2050 selon différents scénarios d'émission de gaz à effet de serre sont consultables sur un site dédié publié par Météo-France en novembre 2022.

## Urbanisme

### Typologie
Au 1er janvier 2024, Cournols est catégorisée commune rurale à habitat dispersé, selon la nouvelle grille communale de densité à sept niveaux définie par l'Insee en 2022.
Elle est située hors unité urbaine. Par ailleurs la commune fait partie de l'aire d'attraction de Clermont-Ferrand, dont elle est une commune de la couronne,. Cette aire, qui regroupe 209 communes, est catégorisée dans les aires de 200 000 à moins de 700 000 habitants,.

### Occupation des sols
L'occupation des sols de la commune, telle qu'elle ressort de la base de données européenne d’occupation biophysique des sols Corine Land Cover (CLC), est marquée par l'importance des forêts et milieux semi-naturels (53,8 % en 2018), en augmentation par rapport à 1990 (43,7 %). La répartition détaillée en 2018 est la suivante : prairies (43,9 %), milieux à végétation arbustive et/ou herbacée (35,3 %), forêts (18,5 %), zones urbanisées (2,3 %). L'évolution de l’occupation des sols de la commune et de ses infrastructures peut être observée sur les différentes représentations cartographiques du territoire : la carte de Cassini (XVIIIe siècle), la carte d'état-major (1820-1866) et les cartes ou photos aériennes de l'IGN pour la période actuelle (1950 à aujourd'hui).

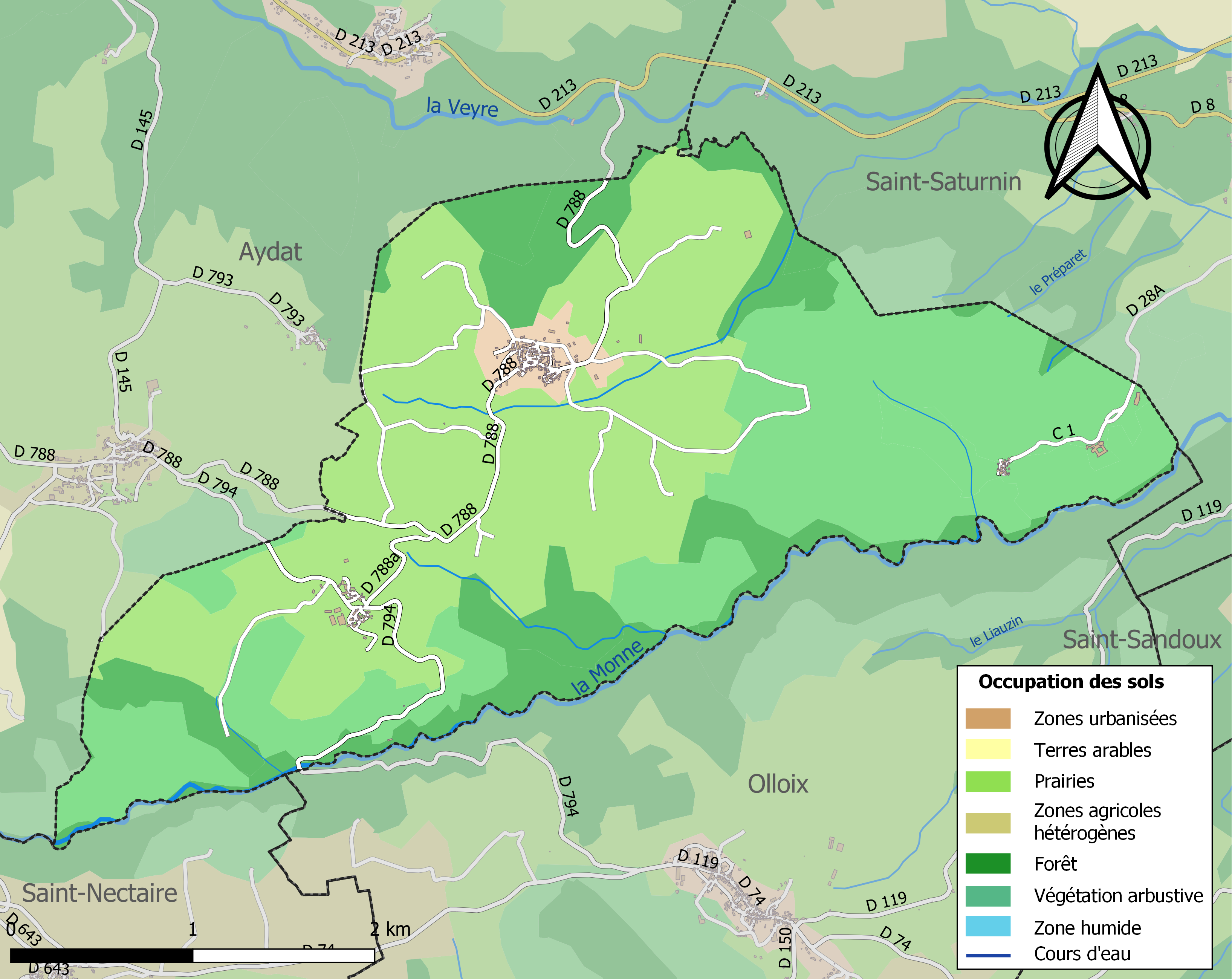
Carte des infrastructures et de l'occupation des sols de la commune en 2018 (CLC).

### Planification de l'aménagement
La commune est dotée d'un plan local d'urbanisme, approuvé par délibération du conseil municipal le 6 juillet 2005 ; un droit de préemption urbain a été instauré par une autre délibération de 2006 sur certains secteurs.

## Toponymie
Le nom provient de la langue gauloise avec le suffixe -Corno.
Son nom était aussi Cornòls en auvergnat dès le Moyen Âge.

## Histoire
Au lieu-dit la Grotta, le dolmen de Cournols date du Néolithique. En 1835, la foudre brisa une des tables du dolmen. Lors de fouilles en 1841, de nombreux objets (haches en pierre, coquilles d'huîtres…) y furent trouvés.
La commune de Cournols est née en 1872, de la scission de la commune d'Olloix.

## Politique et administration

### Découpage territorial
La commune de Cournols est membre de la communauté de communes Mond'Arverne Communauté, un établissement public de coopération intercommunale (EPCI) à fiscalité propre créé le 1er janvier 2017 siégeant à Veyre-Monton, et par ailleurs membre d'autres groupements intercommunaux. Jusqu'en 2016, elle faisait partie de la communauté de communes Les Cheires.
Sur le plan administratif, elle est rattachée à l'arrondissement de Clermont-Ferrand, à la circonscription administrative de l'État du Puy-de-Dôme et à la région Auvergne-Rhône-Alpes. Jusqu'en mars 2015, elle faisait partie du canton de Saint-Amant-Tallende.
Sur le plan électoral, elle dépend du canton d'Orcines pour l'élection des conseillers départementaux, depuis le redécoupage cantonal de 2014 entré en vigueur en 2015, et de la troisième circonscription du Puy-de-Dôme pour les élections législatives, depuis le dernier découpage électoral de 2010.

### Élections municipales et communautaires

#### Élections de 2020
Le conseil municipal de Cournols, commune de moins de 1 000 habitants, est élu au scrutin majoritaire plurinominal à deux tours avec candidatures isolées ou groupées et possibilité de panachage. Compte tenu de la population communale, le nombre de sièges à pourvoir lors des élections municipales de 2020 est de 11. La totalité des onze candidats en lice est élue dès le premier tour, le 15 mars 2020, avec un taux de participation de 79,12 %.
Le conseil municipal, réuni le 24 mai 2020 pour élire le maire, a désigné deux adjoints,.

#### Chronologie des maires
| Période                                  | Période                       | Identité           | Étiquette | Qualité        |
| ---------------------------------------- | ----------------------------- | ------------------ | --------- | -------------- |
| Les données manquantes sont à compléter. |                               |                    |           |                |
| mars 2001                                | mars 2014                     | Marie-Odile Faye   |           |                |
| mars 2014 (réélu en 2020)                | En cours (au 18 juillet 2021) | Philippe Tartière, |           | Chef d'atelier |

## Équipements et services publics

### Eau et déchets
Les déchèteries les plus proches sont situées à Montaigut-le-Blanc et à Veyre-Monton.

### Enseignement
Cournols dépend de l'académie de Clermont-Ferrand. Il n'existe aucune école.
Les collégiens vont au collège Jean-Rostand des Martres-de-Veyre et les lycéens au lycée René-Descartes de Cournon-d'Auvergne.

### Instances judiciaires
Cournols dépend de la cour d'appel de Riom, du conseil de prud'hommes de Clermont-Ferrand et des tribunaux judiciaire et de commerce de Clermont-Ferrand.

## Population et société

### Démographie
L'évolution du nombre d'habitants est connue à travers les recensements de la population effectués dans la commune depuis 1872. Pour les communes de moins de 10 000 habitants, une enquête de recensement portant sur toute la population est réalisée tous les cinq ans, les populations de référence des années intermédiaires étant quant à elles estimées par interpolation ou extrapolation. Pour la commune, le premier recensement exhaustif entrant dans le cadre du nouveau dispositif a été réalisé en 2005.

En 2022, la commune comptait 230 habitants, en évolution de −3,77 % par rapport à 2016 (Puy-de-Dôme : +2,1 %, France hors Mayotte : +2,11 %).
| 1872 | 1876 | 1881 | 1886 | 1891 | 1896 | 1901 | 1906 | 1911 |
| ---- | ---- | ---- | ---- | ---- | ---- | ---- | ---- | ---- |
| 422  | 406  | 430  | 367  | 359  | 335  | 306  | 285  | 267  |

| 1921 | 1926 | 1931 | 1936 | 1946 | 1954 | 1962 | 1968 | 1975 |
| ---- | ---- | ---- | ---- | ---- | ---- | ---- | ---- | ---- |
| 246  | 250  | 228  | 207  | 187  | 175  | 157  | 156  | 169  |

| 1982 | 1990 | 1999 | 2005 | 2006 | 2010 | 2015 | 2020 | 2022 |
| ---- | ---- | ---- | ---- | ---- | ---- | ---- | ---- | ---- |
| 196  | 230  | 240  | 228  | 226  | 233  | 237  | 233  | 230  |

## Culture locale et patrimoine

### Lieux et monuments
Sur le territoire communal s'élève le dolmen de la Grotte (ou de la Grotta). Il est constitué de treize piliers (orthostates) et deux ou trois dalles de couverture. En 1835, un orage brisa l'une d'entre elles. Situé sur un plateau granitique à 800 m d'altitude, au lieu-dit « la Grotta », ce dolmen, qui date du Néolithique, est tout ce qui reste de l'allée couverte de la Grotte. C'est un site archéologique classé en 1889 au titre des monuments historiques.

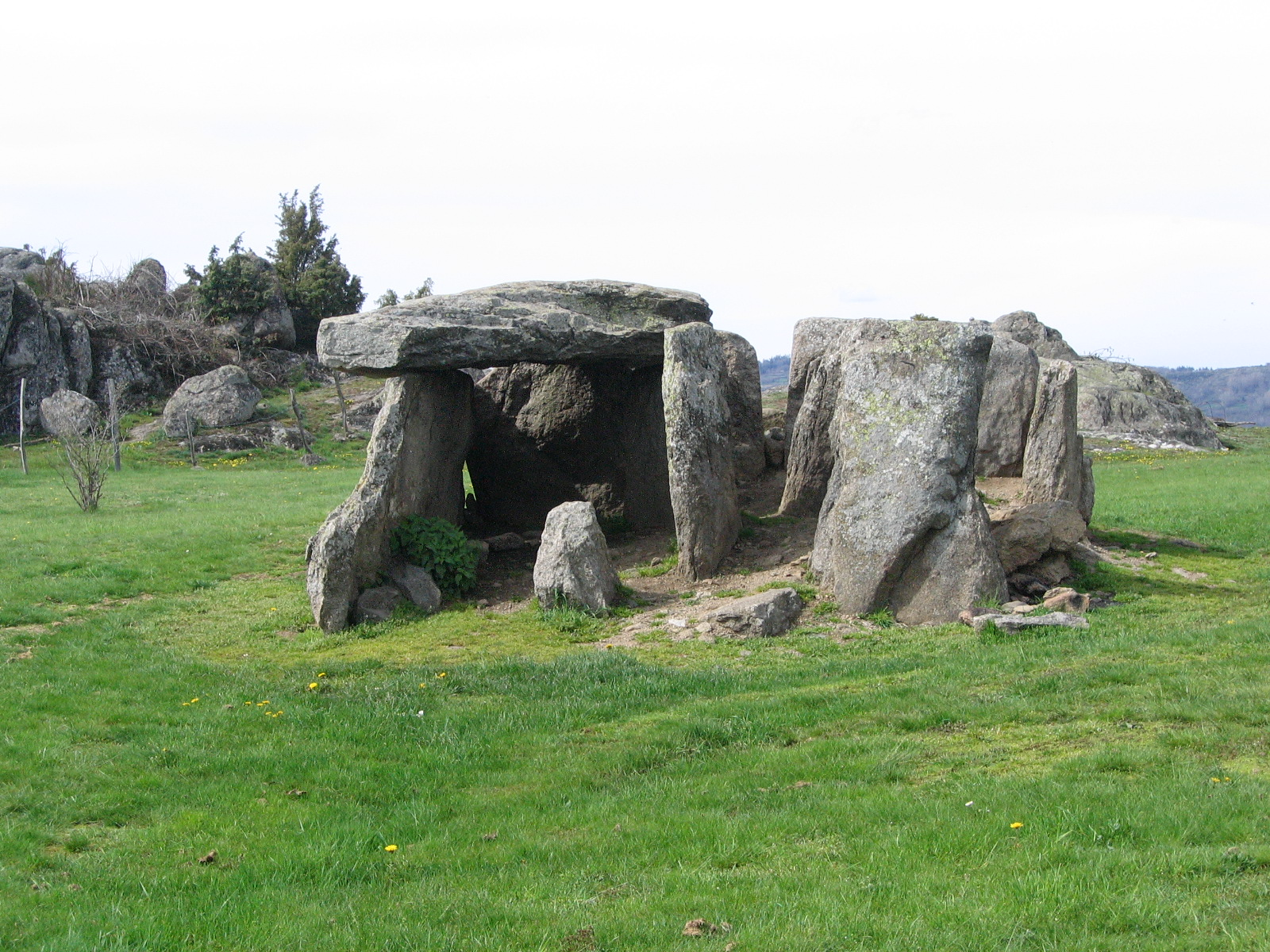
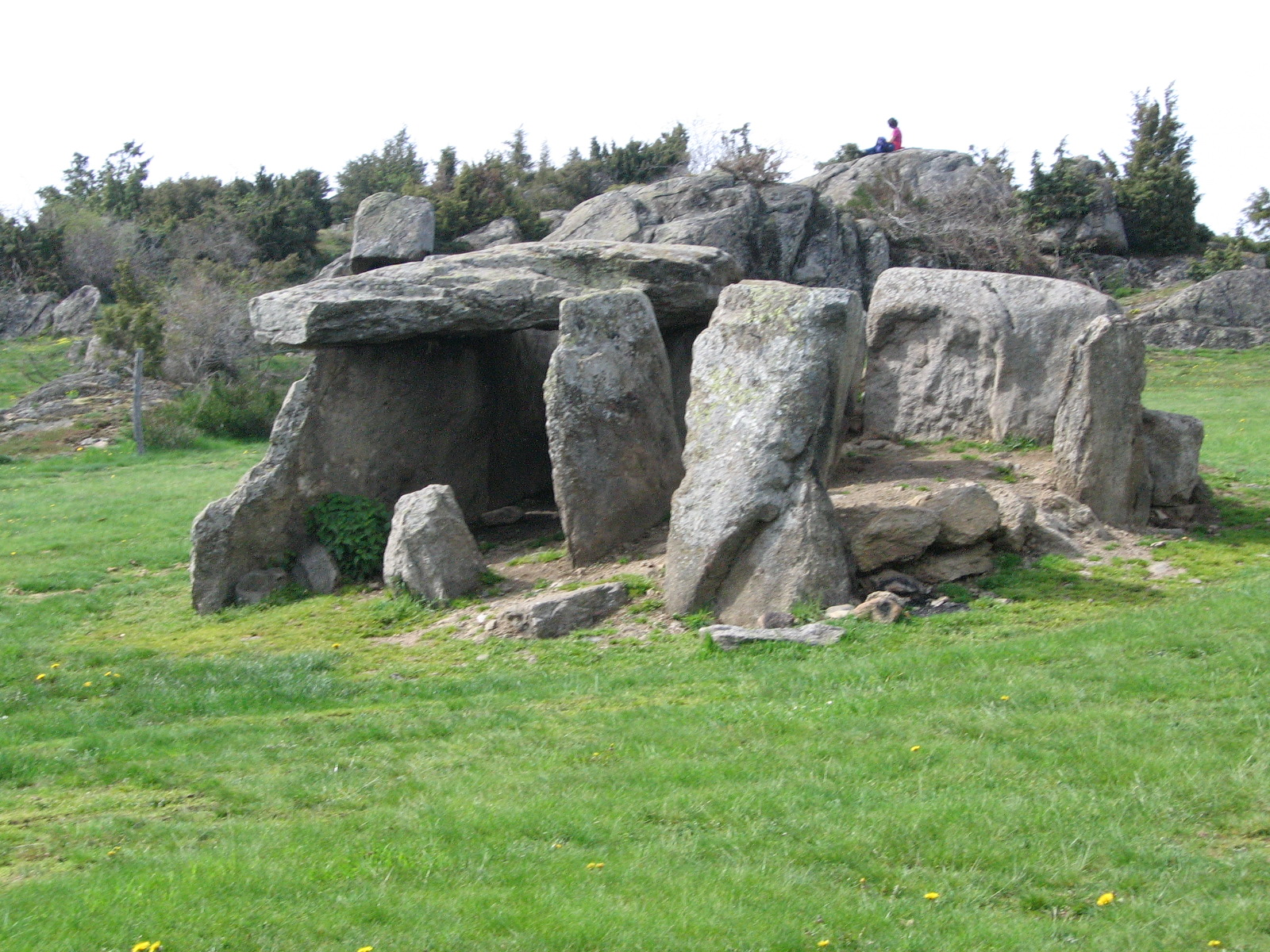

La commune possède de nombreux blocs de granite aux formes arrondies. Ces blocs sont utilisés pour faire de l'escalade.

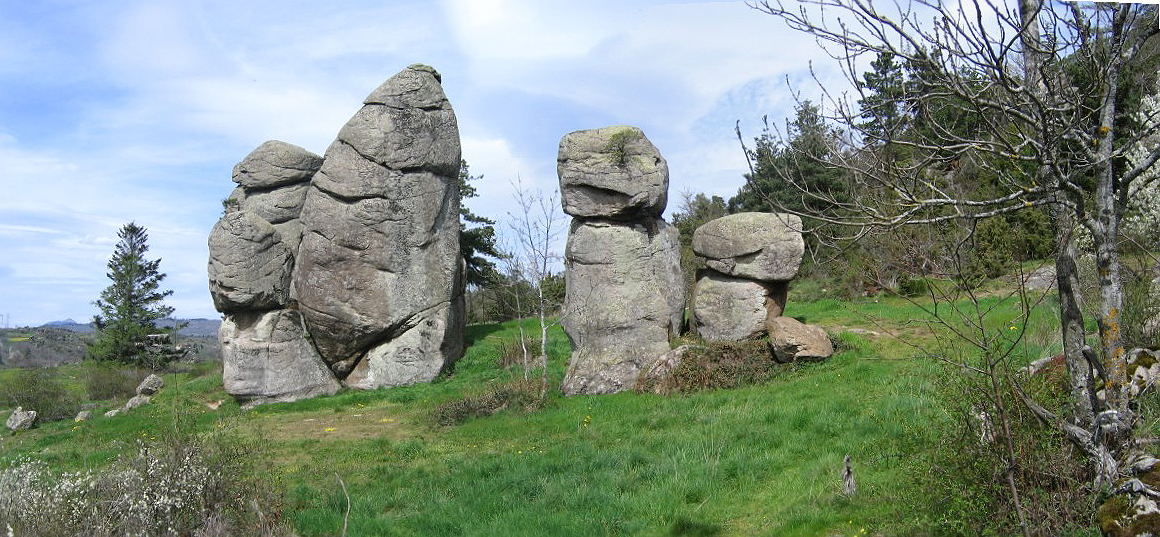

Deux monuments religieux sont situés dans le village de Cournols : l'église Saint-Pierre et la chapelle Sainte-Clémence. Depuis 1971, une communauté monastique s'est installée sur le territoire communal, fondant en 1981 l'abbaye Notre-Dame de Randol.

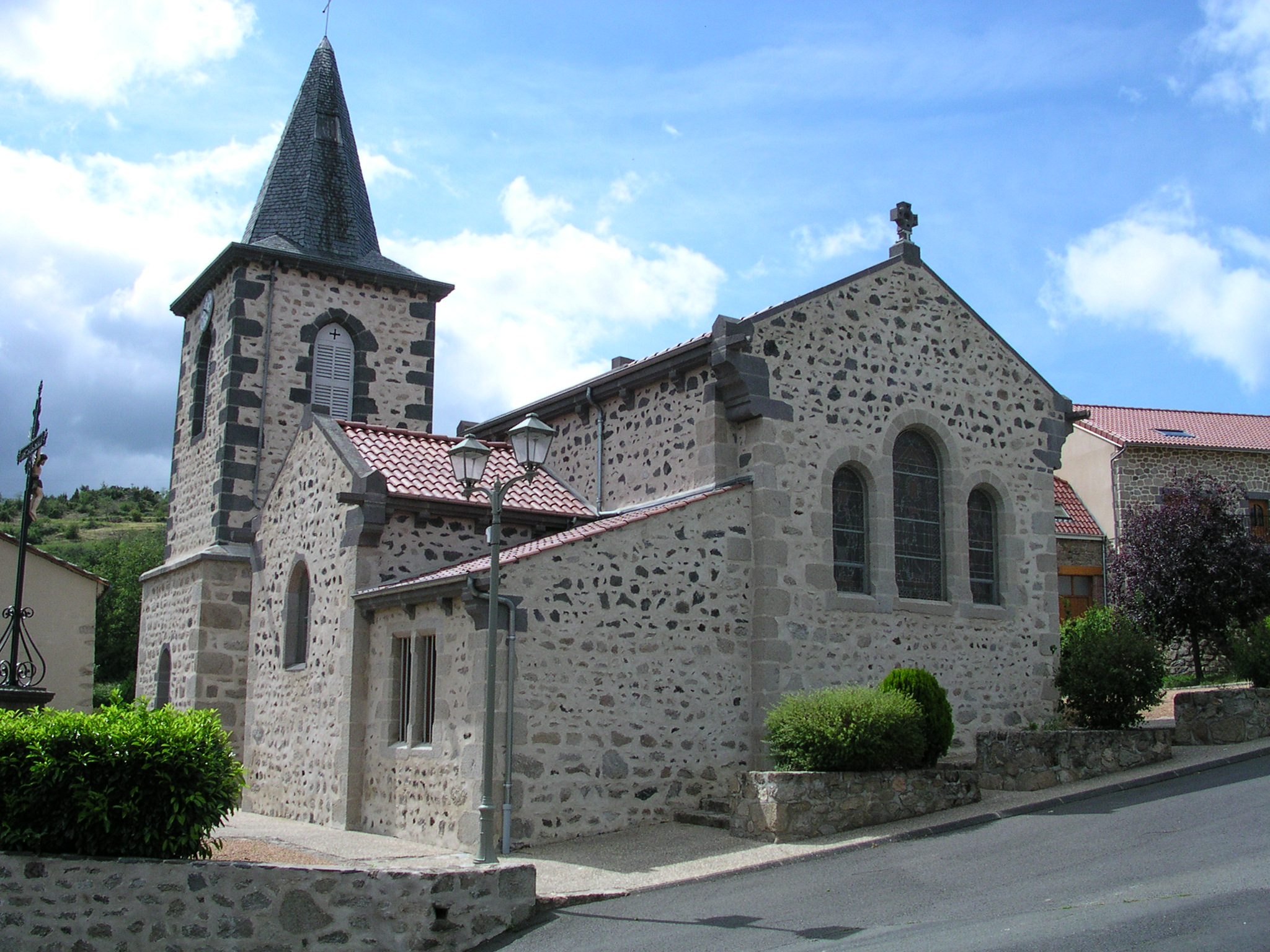
L'église Saint-Pierre.